# مستشفى العجمي التخصصي
مستشفي العجمي التخصصي هو مستشفى تخصصي حكومي مصري، يتبع أمانة المراكز الطبية المتخصصة أحد قطاعات وزارة الصحة والسكان، يوجد في حي العجمي، الإسكندرية، مصر.

## الوصف
يبلغ إجمالي التكلفة 900 مليون جنيه،
يتكون المستشفى من:
- 18 عيادة خارجية بها جميع التخصصات.
- قسم الاستقبال والطوارئ 2 سرير إنعاش، و6 أسرة للملاحظة، و7 سرير للفرز، وسرير للعزل، إضافةً إلى غرفة عمليات صغرى للحالات العاجلة، و4 غرف عمليات كبرى مجهزة، و 6 أسرة للإفاقة
- قسم للأشعة بالرنين المغناطيسي، والأشعة السينية، والمقطعية، والأشعة بالصبغة، والسونار، و4 معامل تقوم بكافة أنواع التحاليل، كتحاليل الطفيليات، والباثولوجي الاكلينيكية، وميكروبيولوجي، وباثولوجي.
- سعة المستشفى 180 سريرًا منها 94 سرير للإقامة، و21 سرير للرعاية المركزة، و18 حضانة منها 8 لحديثي الولادة
- تضم المستشفى 42 ماكينة للغسيل الكلوي، كما تضم 144 سريرًا، وذلك بدون أسرة الغسيل الكلوي وما شابه ذلك
- يتمتع المستشفى بنظام ثلاثية الخدمات عالية الكفاءات العلاجية والطبية، وجراحات القلب والقسطرة، وغرف الإفاقة ما بعد العمليات الحرجة
- قسم خاص مجهز لرعاية الأطفال حديثي الولادة، وقسم للأشعة المقطعية، وذلك عوضًا عن كافة الأقسام المتعددة كاملة الخدمات الطبية بها.